# Uilke Vuurman
Uilke Vuurman (Delft, 2 ottobre 1872 – Rheden, 14 luglio 1955) è stato un tiratore a segno olandese.

## Carriera
Partecipò ai Giochi olimpici di Parigi 1900 e di Londra 1908 nelle gare di tiro a segno di carabina. Il suo migliore risultato olimpico fu il quinto posto nella carabina militare 3 posizioni a squadre all'Olimpiade parigina.
Vuurman partecipò varie volte ai campionati mondiali di tiro, dove ottenne in tutto 4 medaglie.
Anche suo figlio, Tieleman, praticò tiro.

## Palmarès

### Campionati mondiali
- 4 medaglie:
  - 3 argenti (carabina 300 m 3 posizioni a squadre a Lucerna 1901; carabina 300 m a terra a Bruxelles 1905; carabina 300 m in ginocchio a Roma 1911)
  - 1 bronzo (carabina 300 m 3 posizioni a squadre a Biarritz 1912).